# Lothar Bergmann
Lothar Bergmann (Fráncfort del Meno 15 de enero de 1947-Córdoba 11 de noviembre de 2009) fue un investigador y espeolólogo alemán responsable del estudio y catalogación del arte rupestre del extremo sur de la península ibérica. Durante su labor de inventariado de localidades de arte rupestre describió por primera vez para la ciencia varios nuevos yacimientos entre los que destacan las representaciones más meridionales de Europa de arte paleolítico.

## Biografía
Lothar Bergmann, afincado en Tarifa (España), descubrió en la provincia de Cádiz varias decenas de cuevas y abrigos con manifestaciones de arte rupestre. En su condición de miembro del equipo colaborador del Conjunto Arqueológico de Baelo Claudia realizó para la Consejería de Cultura de la Junta de Andalucía trabajos de catalogación de yacimientos arqueológicos. La mayoría de las figuras en los yacimientos por él descubiertos datan del Neolítico, Calcolítico y de la Edad del Bronce. En cinco cuevas localizó también arte paleolítico, destacando los grabados rupestres de la Cueva del Moro en Tarifa. Se trata del santuario paleolítico más meridional del continente europeo con arte rupestre del denominado período Solutrense (Paleolítico Superior) con una antigüedad de unos 20.000 años.
Miembro fundador de la Asociación Gaditana para el Estudio y la Defensa del Patrimonio Arqueológico (AGEDPA). Su objetivo principal fue la creación de una demanda social para conseguir la protección, conservación y la transmisión de este patrimonio histórico. Lothar Bergmann realizó otros trabajos de difusión destacando la elaboración de varios sitios Web en Internet, la presentación de comunicaciones en diversas jornadas de prehistoria y arqueología así como la realización de actividades didácticas en centros de enseñanza que van desde colegios a universidades.
Lothar Bergmann creó la denominación Arte Sureño para el conjunto de abrigos rupestres de la zona oriental de la provincia de Cádiz y propuso la inclusión del conjunto en la Lista del Patrimonio Mundial de la UNESCO, para completar de esta manera el arte rupestre del arco mediterráneo de la península ibérica. También elaboró nuevas técnicas de exploración de imágenes por ordenador como método de análisis no destructivo del arte rupestre.

### Premio Lothar Bergmann
Tras su fallecimiento, la Diputación de Cádiz junto con la revista Dos Orillas crearon los premios Lothar Bergmann para reconocer a aquellas personas o instituciones que han contribuido a investigar, preservación, mejora o divulgación del patrimonio cultura, histórico y arqueológico de la Provincia de Cádiz. Este premio también incluye una beca para poder realizar investigaciones arqueológicas.
En la primera edición de estos premios, en el año 2010 los galardonados fueron Jesús Terán (a título póstumo) y Francisco Giles Pacheco.

## Premios y distinciones
| Año  | Premio / Distinción            | Institución                                                                           |
| ---- | ------------------------------ | ------------------------------------------------------------------------------------- |
| 1996 | Premio de Investigación        | Revista de Estudios Tarifeños Aljaranda                                               |
| 1999 | Premio Laurisilva              | Asociación Gaditana para el Estudio y la Defensa de la Naturaleza (AGADEN)            |
| 1999 | Premio de Mención Especial     | La Voz de un Pueblo                                                                   |
| 2001 | Premio Isidro de Peralta       | Asociación Tarifeña de Defensa del Patrimonio Cultural Mellaria                       |
| 2002 | Consejero de Honor             | Instituto de Estudios Campogibraltareños                                              |
| 2003 | Socio de Honor                 | Grupo de Estudios Prehistóricos y Arqueológicos de la Universidad de Cádiz            |
| 2004 | Distinción Especial            | Junta de Andalucía                                                                    |
| 2006 | Presidente de Honor            | Asociación Gaditana para el Estudio y la Defensa del Patrimonio Arqueológico (AGEDPA) |
| 2006 | Hijo Adoptivo de Tarifa        | Ayuntamiento de Tarifa                                                                |
| 2010 | Medalla de Oro de la provincia | Diputación Provincial de Cádiz[cita requerida]                                        |

## Legado

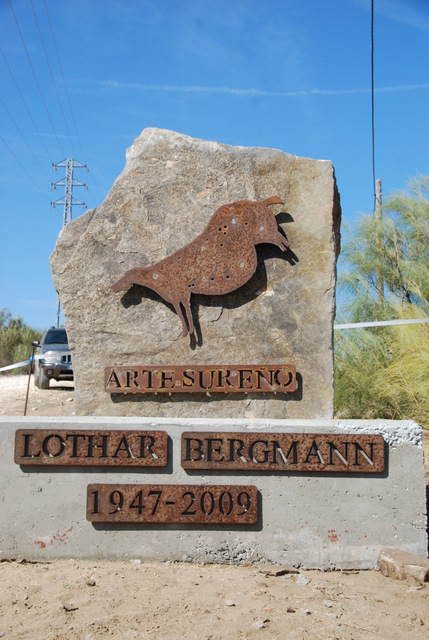
Monolito en memoria de Lothar Bergmann erigido en 2011 en Los Algarbes (Tarifa) por la Asociación de Vecinos Los Algarbes-Casas de Porros y Cuatro Molinos con el apoyo del Ayuntamiento de Tarifa

- AGEDPA, 2001: «El Arte Sureño: Un patrimonio mundial». Almoraima n. 25, pp. 91-104.
- AGEDPA, 2002: «Representaciones prehistóricas de la fauna del Parque Natural Los Alcornocales». Almoraima n. 27, pp. 75-92.
- BERGMANN, L., 1992: «Pinturas rupestres de Tarifa». Aljaranda n. 7.
- BERGMANN, L., 1993: «Pinturas prehistóricas del Extremo Sur». Aljaranda n. 11.
- BERGMANN, L., 1994: «Nuevas cuevas con pinturas rupestres en el término municipal de Tarifa». Almoraima n. 13, pp. 51-61.
- BERGMANN, L., 1994: «Informe sobre experiencias en la instalación del primer banco de imágenes digitalizadas de pinturas rupestres del Campo de Gibraltar». Almoraima n. 13, pp. 62-64.
- BERGMANN, L., 1995: «Necrópolis de Los Algarbes. Yacimiento arqueológico de la Edad del Bronce». Aljaranda n. 16.
- BERGMANN, L., 1996: «La Cueva del Moro (Tarifa). El arte paleolítico más meridional de Europa». Aljaranda n. 21.
- BERGMANN, L., 1996: «Los grabados paleolíticos de la Cueva del Moro (Tarifa)». Almoraima n. 16, pp. 9-26.
- BERGMANN, L., 1996: «Tratamiento de imágenes: Aplicaciones en la investigación del Arte Rupestre». Computadora, Revista de difusión informática n. 11.
- BERGMANN, L., 2000: «El arte sureño en Internet». Revista Atlántica-Mediterránea de Prehistoria y Arqueología Social n. 3, pp. 363-365. Universidad de Cádiz.
- BERGMANN, L., 2009: «El arte rupestre paleolítico del extremo sur de la Península Ibérica y la problemática de su conservación». Almoraima n. 39, pp. 45-65.
- BERGMANN, L., CASADO, A., MARISCAL, D., PIÑATEL, F., SÁNCHEZ, F. y SEVILLA, L., 1996: «Arte Rupestre del Campo de Gibraltar: Nuevos descubrimientos». Almoraima n. 17, pp. 45-58.
- BERGMANN, L., GOMAR, A.M., CARRERAS, A.M. y RUIZ, A., 2006: «Arte Sureño: Nuevos descubrimientos y situación actual del arte rupestre del extremo sur de la Península Ibérica». Almoraima n. 33, pp. 117-124.
- BERGMANN, L., CARRERAS, A.M., GOMAR, A.M., LAZARICH, M., RUIZ, A., CABALLERO, M. y ANTÚNEZ, J., 2006: «AGEDPA: una Asociación en Defensa del Patrimonio Rupestre». Congreso Arte Rupestre Esquemático en la península ibérica, Almería, pp. 563-570.
- CARRERAS, A.M., GOMAR, A.M., TRUJILLO, A., LAZARICH, M. y BERGMANN, L., 2008: «Las pinturas rupestres de la Sierra del Retín, Barbate (Cádiz)». Almoraima n. 36, pp 9-19.
- MAS, M., RIPOLL, S., MARTOS, J.A., LÓPEZ, J.R. y BERGMANN, L., 1995: «Estudio preliminar de los grabados rupestres de la Cueva del Moro (Tarifa, Cádiz) y el arte paleolítico del Campo de Gibraltar». Trabajos de Prehistoria vol. 52, n. 2, pp. 61-81.
- MAS, M., RIPOLL, S., BERGMANN, L., PANIAGUA, J.P., LÓPEZ, J.R. Y MARTOS, J.A., 1996: «La Cueva del Moro. El arte paleolítico más meridional de Europa». Revista de Arqueología n. 177, pp. 14-21.

## El dibujo del tiempo
Documental sobre Lothar Bergmann estrenado el 25 de enero de 2014 en Tarifa.
- Productora: Azhar Media
- Año de producción: 2012
- Duración: 22'
- Director: Pablo Coca Pérez
- Guion: José Manuel Rodríguez Calvo, Pablo Coca Pérez
- Documental
- Paisajes y pinturas
- Tráiler